# Elena Rivera

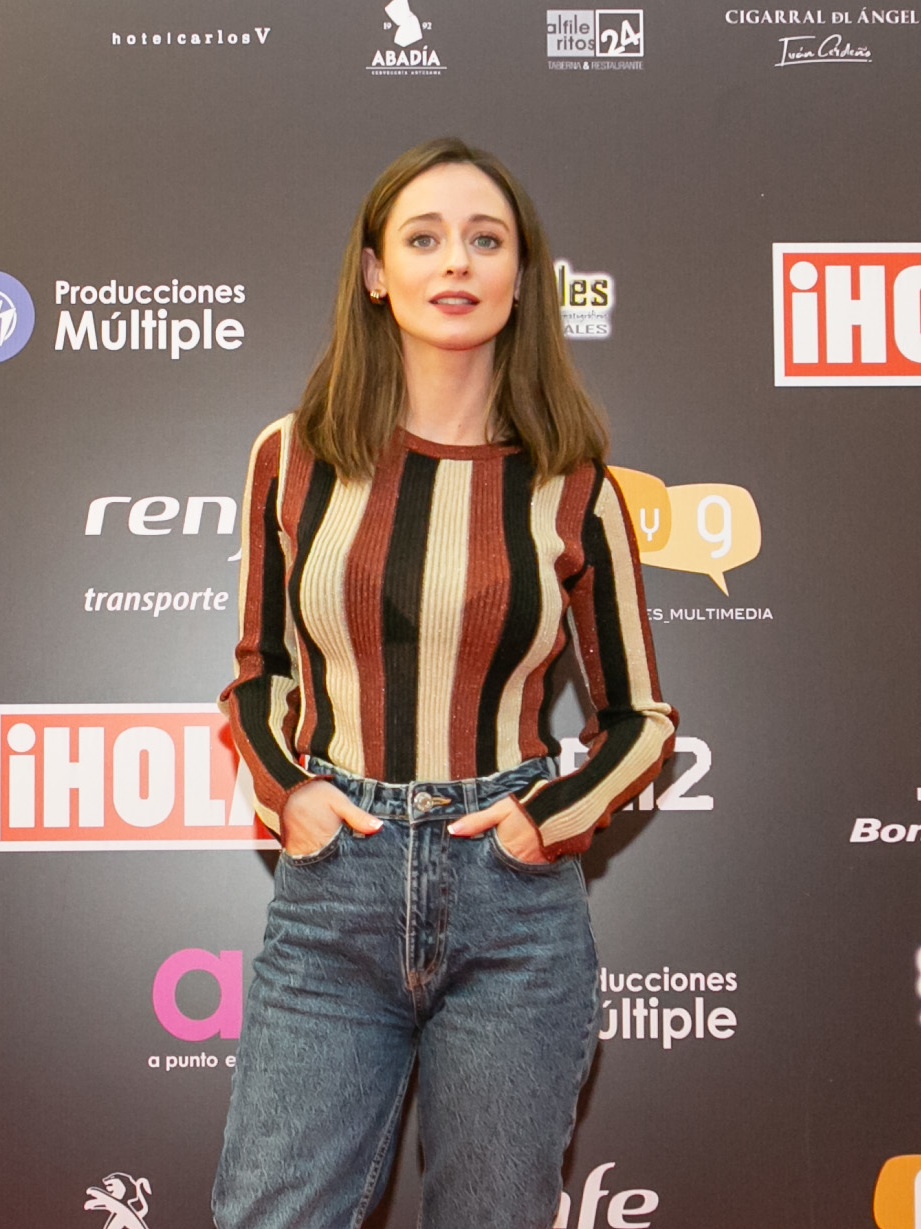
Elena Rivera

Elena Rivera Villajos (* 29. August 1992 in Saragossa) ist eine spanische Schauspielerin.

## Leben und Karriere
Rivera wurde am 29. August 1992 in Saragossa geboren. Bereits im Alter von sechs Jahren nahm sie am Talentshow Menudas Estrellas teil und erreichte das Finale. Ihr Schauspieldebüt gab sie 2003 in der Serie Cuéntame cómo pasó. Zu ihren bekanntesten Rollen gehören die Serien Los Quién, Toledo, cruce de destinos, Servir y proteger und Alba. Unter anderem spielte sie 2015 in dem Film Ab nach Deutschland mit.  2018 verließ sie die Serie Cuéntame cómo pasó, um ihr Studium der Kindheitspädagogik abzuschließen. 2020 bekam River in Inés del alma mía die Hauptrolle.

## Filmografie
Filme
- 2015: Ab nach Deutschland
- 2017: El dulce sabor del limón

Serien
- 2003–2018: Cuéntame cómo pasó
- 2011: Los Quién
- 2012: Toledo, cruce de destinos
- 2017: Servir y proteger
- 2017: El ministerio del tiempo
- 2018: La verdad
- 2020: Inés del alma mía
- 2021: Alba
- 2022: Sequía
- 2022: Los herederos de la tierra